# NHKエデュケーショナル
株式会社NHKエデュケーショナル（エヌエイチケイエデュケーショナル、登記社名: 株式会社エヌエイチケイエデュケーショナル、英: NHK EDUCATIONAL CORPORATION）は、1989年に設立された、日本放送協会（NHK）の教育番組制作専門のプロダクション会社。NEDと略されることがある。現在の社長は元NHK京都放送局長の荒木美弥子。
主に教育テレビ（Eテレ）、ラジオ第2放送の教育・教養番組制作や放送大学学園の番組制作を行なっている。

## 主な制作番組
2025年5月現在
総合テレビ
- NHKスペシャル
- 歌うコンシェルジュ
- 課外授業 ようこそ先輩
- 先どり きょうの健康
- サラメシ

Eテレ
| - ETV特集 - Eテレ0655&2355 - NHK高校講座 - NHK短歌 - NHK俳句 - Rの法則 - TVシンポジウム - あつまれ!ワンワンわんだーらんど - いないいないばあっ! - アイラブみー - えいごであそぼ - えいごであそぼ with orton - えいごであそぼ Meets the Worid - おかあさんといっしょ - オトッペ - オハ!よ〜いどん - あおきいろ - おとうさんといっしょ - The Wakey Show - ウェルカム!よきまるハウス - ヴィランの言い分 - おはなしのくに - きょうの健康 - きょうの料理 - きょうの料理ビギナーズ - きれいの魔法 - 極める! - クインテット - クッキンアイドル アイ!マイ!まいん! - グラン・ジュテ〜私が跳んだ日 - グレーテルのかまど - コレナンデ商会 - ゴー!ゴー!キッチン戦隊クックルン - ここが聞きたい!名医にQ - 3か月トピック英会話 - 資格☆はばたく - 直伝 和の極意 - 仕事学のすすめ - しぜんとあそぼ - 実践!英語でしゃべらナイト | - シャキーン! - 趣味の園芸 - 趣味の園芸ビギナーズ - 趣味の園芸 やさいの時間 - 将棋講座 - NHK杯テレビ将棋トーナメント - すイエんサー - スクール Live Show for KIDS - スクール Live Show for TEENS - すくすく子育て - すてきにハンドメイド - 大科学実験 - チャレンジ!ホビー - 中高年のための らくらくデジタル塾 - つくってあそぼ - つくってワクワク - 伝える極意 - できた できた できた - デザインあ - でこぼこポン! - てれび絵本 - 出川哲朗のクイズほぉ〜スクール - テレビでアラビア語 - テレビでイタリア語 - テレビでスペイン語 - テレビで中国語 - テレビでドイツ語 - テレビでハングル講座 - テレビでフランス語 - テレビでロシア語 | - 10min.ボックス - どうも!にほんご講座です。 - トラッドジャパン - トラッドジャパン・ミニ - 沼にハマってきいてみた - 日曜美術館 - にほんごであそぼ - ニャンちゅうワールド放送局 - ニャンちゅう!宇宙!放送チュー! - ニュースで英会話 - ノージーのひらめき工房 - ハートをつなごう - ハロー!ちびっこモンスター - ハッチポッチステーション - パッコロリン - ピタゴラスイッチ - ビットワールド - 100分de名著 - びじゅチューン! - ひょうたんからコトバ - ひとりでできるもん! - ふしぎがいっぱい - フックブックロー - プレキソ英語 - まいにちスクスク - マチスコープ - 学ぼうBOSAI - 『地球の声を聴こう』シリーズ - まる得マガジン - ミミクリーズ - みいつけた! - みいつけた!さん - みんなDEどーもくん! - みんなのうた - 見える歴史 - ミクロワールド - 味楽る!ミミカ - 名作ホスピタル - モリゾー・キッコロ 森へいこうよ! - リトル・チャロ2 - リトル・チャロ2 〜英語に恋する物語 - ワンポイント介護 - ワンワンわんだーらんど |

BSプレミアム
- 額縁をくぐって物語の中へ
- カシャッと一句!フォト575
- コズミック フロント〜発見!驚異の大宇宙
- 新日本風土記
- 美の壺
- ワンワンパッコロ!キャラともワールド
- みんなDEどーもくん!
- おとうさんといっしょ

ラジオ第2放送
| - NHK高校講座 - アラビア語講座 - アンコール まいにちイタリア語 - アンコール まいにちスペイン語 - アンコール まいにち中国語 - アンコール まいにちドイツ語 - アンコール まいにちハングル講座 - アンコール まいにちフランス語 - アンコール まいにちロシア語 - 英語5分間トレーニング - お話でてこい - カルチャーラジオ | - 基礎英語1 - 基礎英語2 - 基礎英語3 - 攻略!英語リスニング - こころをよむ - 古典講読 - 実践ビジネス英語 - 社会福祉セミナー - 入門ビジネス英語 - 文化講演会 - ポルトガル語入門〜楽しいブラジルの旅 - まいにちイタリア語 | - まいにちスペイン語 - まいにち中国語 - まいにちドイツ語 - まいにちハングル講座 - まいにちフランス語 - まいにちロシア語 - ラジオ英会話 - リトル・チャロ2 心にしみる英語ドラマ - 朗読 - 私の日本語辞典 - ワンポイント・ニュースで英会話 |

テレビ国際放送
- BEGIN Japanology
- Booked for Japan
- Science View
- Your Japanese Kitchen

過去の番組
- セカイでニホンGO!
- 地球イチバン
- 土ようマルシェ
- ITホワイトボックス
- あなたもアーティスト
- アンジェラ・アキのSONG BOOK in English
- 囲碁講座
- NHK杯テレビ囲碁トーナメント
- 囲碁・将棋フォーカス
- 学校放送
- 語学講座
- おしゃれ工房（旧・婦人百科）
- 趣味悠々
- 住まい自分流 〜DIY入門〜
- 生活ほっとモーニング
- あの日 昭和20年の記憶
- 解体新ショー
- にっぽんの現場（一部）
- テストの花道
- NHKワールドTV番組

## 主な日本語版制作
- トリプレ（三つ子ちゃん）（フランス語版）[注 1]

## 主な制作イベント
- 東京国際キルトフェスティバル
- 健康フェア